# 長生蘭

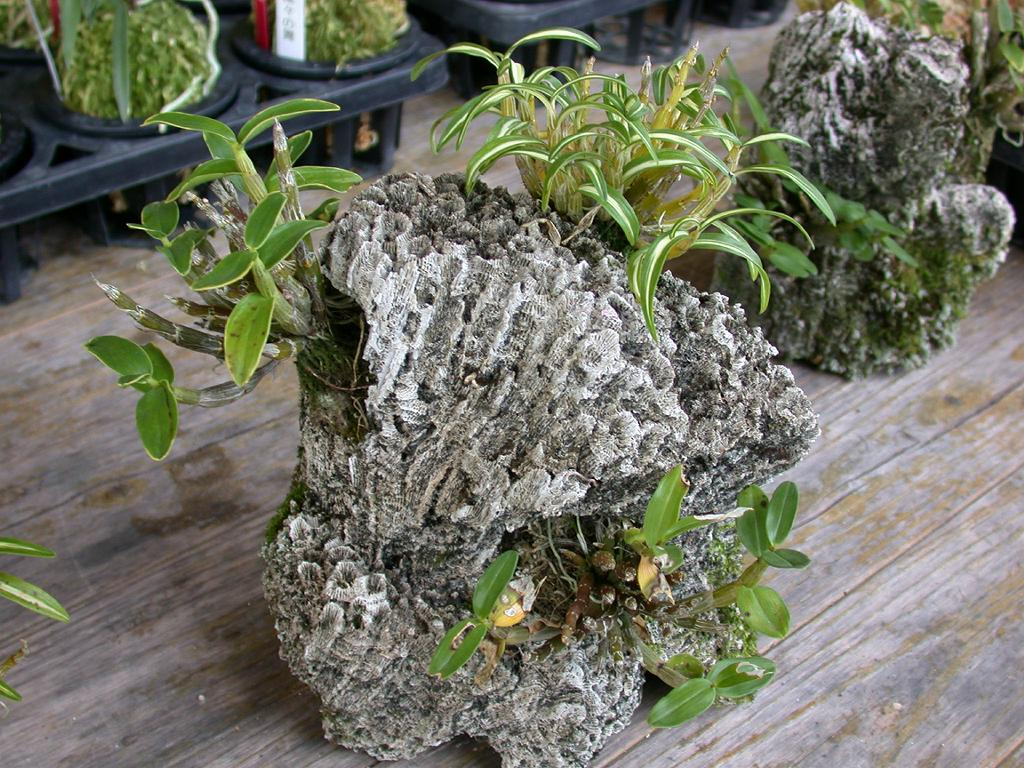
長生蘭寄せ植え

長生蘭（ちょうせいらん）とは、セッコクの東洋ランとしての名称である。

## 概説
セッコク(Dendrobium moniliforme (L.))は、単子葉植物ラン科に属し、日本の中部以南に分布する。紫褐色の茎が集まった株を樹上につけ、赤紫がかった白い花をつける。別名の長生蘭は、漢方薬に使われたことによる名である。
これを庭木やシノブ玉などに栽培することは古くから行われ、現在も行なわれるが、その中から、斑入りや形変わりを選別し、名前をつけて栽培するに至った。江戸時代、天保年間には100を越える銘名品があったことが伝えられている。当時、大名などの上級武士に愛好家が多かった富貴蘭と対照的に、長生蘭の愛好家は公家と町人に多くいたと言われている。
その後明治維新や第二次世界大戦の敗戦など、何度か存続の危機があったが、常に100ばかりの品種が存続してきた。主として斑入りや姿の変わりものを楽しむ柄物が中心になっているが、昭和の終わりころより、花物にも目が留められるようになり、銘名品も多数ある。
古典園芸植物であり、中国の文人趣味から始まった、いわゆる東洋ランとはやや異なった歴史の上にあるが、ラン科植物であるから、東洋ランの一員として扱われる。

## 芸
鑑賞価値が認められる各部分の特徴を芸という。

### 矢
茎のことを矢（や）という。太くて短い形のものは、俵（たわら）と呼ぶ場合もある。
並品の矢は大きいものは30cmになる、棒状のもので、両端がやや細まる。銘名品の多くは中型か小型で、小さくまとまったものが喜ばれる。短くて太いものは貫禄があるが、濡鷺（ぬれさぎ）のように細いのが特徴になっているものもある。
矢の色にも変化がある。並品では最初の年は緑色に近く、次第に紫褐色になってゆく。この色が薄く、透明感のある黄色になるものをアメ矢という。アメ矢のものはたいてい葉に中斑がはいる。しかし、中にはアメ矢でありながら普通の緑葉という、例外的なものもある（青葉笛）。また、青く透ける矢を持つものもある。また、白っぽく透けるものもあり、透ける矢のことを透け矢という場合もある。透けていないものを泥矢ともいう。

### 葉の形
並物の葉は楕円形か長楕円形で平らで、表面にはつやがある。
銘名品に見られる葉の形には、並葉の他、細いもの、幅広いもの、ほとんど丸っこいものなどがある。また、葉が二つ折りになって反り返るのを特徴とする青千鳥など、独自の芸を見せるものもある。
他に葉の上に葉脈に沿った隆起がある、いわゆる竜をだすもの、葉先が割れるもの、葉の周辺に粒状の突起を出すなど、さまざまな芸がある。特に派手なのが狂獅子（くるいじし）で、茎の先端に近づくほど、葉が束になったり、よじれたりと、さまざまな変化を見せ、茎にもねじれが出て、まるで八重咲きの花のような姿になる。
葉の質にも厚いもの、薄いものとさまざまな差がある。また、表面に独特な照りが入る羅紗地、細かい皺が入る縮緬地など、表面の芸を持つものもある。

### 斑
葉に白や黄色の模様が入るのを斑、または斑入りという。銘名品には斑入りのものがとても多い。また、並物には茎や葉に赤みが差すものがあるが、この色が斑入りに乗ると、虹のような美しい仕上がりになる。
葉の縁に沿って斑が入るものを覆輪（ふくりん）という。斑が白い場合は白覆輪、黄色い場合は黄覆輪と言う。また、葉の先端部だけに覆輪が出るものを爪、内側の緑の部分に斑が細く入り込むのを蹴込みという。葉の周辺部が特に濃い色になっているものを紺覆輪という。
葉の内側に斑が入るものを中斑（なかふ）という。中斑を持つ品種は非常に数が多い。中斑の中央に、緑の部分があって、斑の中に緑の中斑が入ったようになるのを三光という。
葉を縦に分ける斑を縞という。明確な縞の品種は少ない。細かく短い線状の縞が多数入るものもある。
斑には葉が出たときから美しく出るもの（天冴え）、次第にはっきりと現れるもの（後冴え）、始めははっきりと出るが、後にあいまいになるもの（後暗み）がある。前二者はよいが、後者は喜ばれない。

### 花
セッコクには赤紫の色が濃く出る「赤花」、黄色が濃く出る「黄花」、唇弁の基部の斑紋がはっきり出る「紅一点」、唇弁が花弁化した六弁花、赤色がほとんど発色しない「素心」、小輪や八重咲き等の「変わり咲き」など多数の変異個体が知られ、近年はそれらの交配による選別育種もおこなわれている。
しかし葉や茎に特徴の無い個体は長生蘭に含めないことが多く、「セッコク花もの」という名称で、別ジャンルの園芸分野として扱われる。
なお、セッコクはいわゆる洋ランの分野においてデンドロビウム種間交配種の交配親に多用されているが、交雑種は純血のセッコクと完全に異なる園芸ジャンル（＝洋ラン）に属するものとして扱われる。しかし交雑種をセッコクと再交配した後代では、純血のセッコクに類似した個体も出現してくる。それらがセッコク花ものに混ぜられて販売流通している事例（販売者が識別していないだけの場合もあるが、純血セッコクのほうが交雑種より商品価値が高いため、意図的に混入して誤購入を誘っている場合もある）がしばしばあり、純血を重要視するセッコク園芸の混乱要因になっている。

### 芸の変化
長生蘭の品種は、栽培中にその芸が変わる場合がある。特に矢がアメ矢に変化する例がよくある。その場合、品種の名前が変わるが、いつも同様な姿に変化することが多いのがおもしろい。そのため、この品種からはこれが出る、とわかっている例が多い。（例：南京丸→楊貴妃）

## 代表的品種
ごく有名なもののみを挙げる。
覆輪
- 銀竜（ぎんりゅう）：中型、標準的な姿に白覆輪が入る。入門用だが斑が美しい。
- 横綱（よこづな）：矢が太く、葉も大きい。
- 昭代（しょうだい）：背が低く、葉は楕円形、縮緬地に白覆輪。
- 満月（まんげつ）：葉は円に近く、羅紗地に白覆輪、出芽時は紅をさす。

縞
- 大同縞（だいどうしま）：やや広めの葉に黄色の縞が入る。
- 黒牡丹（こくぼたん）：太い軸から楕円形で凹凸の激しい葉が出る。葉には白の斑が入る。
- 蜀紅錦（しょっこうにしき）：やや長めの葉に、白く細かい縞が入り、芽出しのころには紅がかかる。

中斑
- 天賜丸（てんしまる）：茎はごく短く、白っぽく透け、葉は卵形で白い中斑がはいる。
- 紅雀（べにすずめ）：葉は細くて薄く、巻き込む。白い中斑が入り、芽出しでは紅色が乗る。アメ矢に変化すると金光簾（きんこうれん）になる。
- 濡鷺（ぬれさぎ）：茎も葉も非常に細く、白い中斑が入る。アメ矢に変化すると隼（はやぶさ）。
- 金兜（きんかぶと）：アメ矢で、葉には幅広いクリーム色の中斑。
- 月宮殿（げっきゅうでん）：葉も軸も太短い。白の中斑は後にほとんど見えなくなる。
- 青竜（せいりゅう）：矢が青く透ける。
- 黄金丸（こがねまる）：楕円形の葉に、べったりと黄色い中斑が入る。

その他
- 青葉笛（あおばのふえ）：アメ矢で、それ以外の姿はすべて並物。
- 紫金城（しきんじょう）：株全体に紫が強い。
- 金星（きんぼし）：楕円形の葉の周辺部に粒状の突起が出て、その部分だけが黄色になる。花は八重咲き。
- 狂獅子（くるいじし）：茎も葉もねじれて乱れる。
- 富士丸（ふじまる）：葉はサジのようにくぼみ、外側は反り返り、中心部はやや透ける。